# Melissodes expolita
Melissodes expolita är en biart som beskrevs av Laberge 1961. Melissodes expolita ingår i släktet Melissodes och familjen långtungebin. Inga underarter finns listade i Catalogue of Life.